# إقليم الفرات (الإدارة الذاتية لشمال وشرق سوريا)

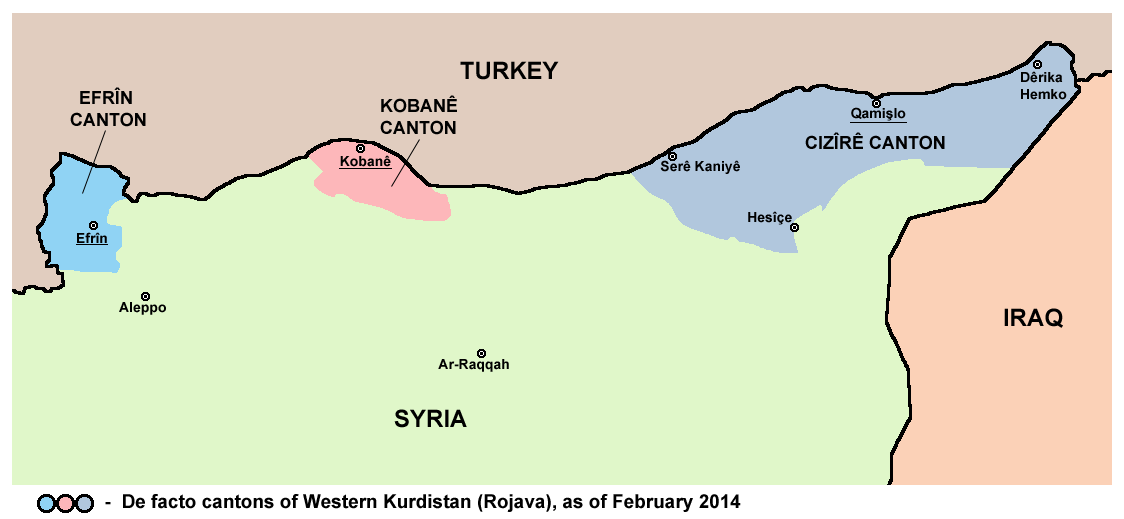
خريطة كانتونات الإدارة الذاتية لشمال وشرق سوريا (روجافا) في شباط 2014

إقليم الفرات (مقاطعة عين العرب سابقًا؛ بالكردية: Herêma Firatê؛ بالسريانية: ܦܢܝܬܐ ܕܦܪܬ)هي مركز المناطق الثلاث التابعة للإدارة الذاتية لشمال وشرق سوريا، والتي تضم منطقة عين العرب في محافظة حلب، ومنطقة تل أبيض في محافظة الرقة، والطرف الغربي من ناحية رأس العين في منطقة رأس العين في محافظة الحسكة. أعلنت منطقة الفرات الحكم الذاتي من جانب واحد في كانون الثاني 2014 ومنذ ذلك الحين تخضع فعليًّا لحكومة ديمقراطية مباشرة تتوافق مع الدستور المتعدد الأعراق للإدارة الذاتية لشمال وشرق سوريا.
تتكون المنطقة من كانتونين تابعين لها، كانتون عين العرب الذي يتألف من منطقة صرين (ويتبعها ناحية الجلابية) ومنطقة عين العرب (ويتبعها ناحيتا شيران وقنايا)، بالإضافة إلى كانتون تل أبيض (ويتبعه ناحيتا عين عيسى وسلوك).

## التركيبة السكانية
إن عدد سكان منطقة الفرات الحالي غير معروف بسبب تحركات اللاجئين الكبيرة، ولكن عدد سكان مقاطعة عين العرب وحدها قبل عام 2014 كان يقدر بنحو 400 ألف نسمة، مع أغلبية كردية عرقية. ونتيجة للقتال العنيف، فرّ ما لا يقل عن ثلاثة أرباع السكان عبر الحدود إلى تركيا في عام 2014؛ ومع ذلك، عاد العديد منهم في عام 2015.
أكبر مدينة في المنطقة والوحيدة التي يزيد عدد سكانها عن 10 آلاف نسمة حسب تعداد سوريا عام 2004 هي عين العرب (يُسموها كوباني) (44,821).

## التاريخ
كانت المنطقة الحالية المأهولة بالأكراد على الضفة اليسرى لنهر الفرات مأهولة بالقبائل الكردية في بداية القرن السابع عشر. في سوريا الحديثة بعد الاستقلال، كان السكان الأكراد في المنطقة خاضعين لسياسات التعريب التي انتهجتها حكومة دمشق. خلال الحرب الأهلية السورية والصراع الكردي، انسحبت قوات الحكومة السورية من المنطقة، وفي 27 يناير/كانون الثاني 2014 أُعلن كانتون كوباني المستقل بموجب دستور الإدارة الذاتية لشمال وشرق سوريا وأُنشئَت المؤسسات.
في يوليو 2013، بدأت تنظيم الدولة الإسلامية في العراق والشام (داعش) في نزوح المدنيين الأكراد بالقوة من مدن محافظة الرقة. بعد مطالبة جميع الأكراد بالخروج من تل أبياد أو القتل، هرب الآلاف من المدنيين، بما في ذلك التركمان والعرب، في 21 يوليو. ونهب مقاتلو داعش وتدمّروا ممتلكات الأكراد، وفي بعض الحالات، أعادوا توطين العائلات العرب السنة النازحة من منطقة النبيك (ريف دمشق) ودير الزور وراكة، في منازل كردية مهجورة. تم توثيق نمط مماثل في تل عرب وتل حسل في يوليو 2013. مع تعزيز تنظيم الدولة الإسلامية سلطتها في الرقة، تم إجبار المدنيين الأكراد على النزوح من تل أكدر ومن منطقة كوباني المباشرة، في مارس وسبتمبر 2014 على التوالي. 
وتشهد منطقة الفرات قتالًا مع تنظيم الدولة الإسلامية منذ عام 2014. في سبتمبر/أيلول 2014، شن تنظيم الدولة الإسلامية هجومًا كبيرًا على منطقة الفرات، واستولى على أكثر من 100 قرية كردية. نتيجة لاحتلال تنظيم الدولة الإسلامية، فرّ ما يصل إلى 200 ألف لاجئ كردي من منطقة الفرات إلى تركيا، ولم يُسمح لهم بالدخول إلا بشرط أن يتركوا سياراتهم ومواشيهم خلفهم. وبينما ارتكبت قوات داعش والنصرة المجازر واختطاف النساء في القرى التي سيطرت عليها، إلا أنها لم تتمكن من احتلال المنطقة بأكملها، حيث نجحت قوات وحدات حماية الشعب (YPG) ووحدات حماية المرأة (YPJ) في إظهار مقاومة شديدة في مدينة عين العرب. وبعد أسابيع من العزلة نتيجة قيام تركيا بمنع الأسلحة والمقاتلين من دخول المدينة، بدأ التحالف الذي تقوده الولايات المتحدة أخيرا في استهداف قوات هجوم داعش بغارات جوية. ساعدت هذه الخطوة وحدات حماية الشعب ووحدات حماية المرأة في إجبار داعش على التراجع عن المدينة، وتمكنت القوات الكردية من استعادة جزء كبير من المنطقة المحيطة. بعد الهجوم الناجح الذي شنته قوات وحدات حماية الشعب ووحدات حماية المرأة ضد تنظيم الدولة الإسلامية في تل أبيض في صيف عام 2015، صوتت البلديات هناك للانضمام إلى إدارة مقاطعة كوباني المستقلة، مما أدى إلى إنشاء المنطقة في شكلها المعاصر.

## السياسة والإدارة
للمجلس التشريعي في عين العرب رئيسان مشاركان، لميس عبد الله (امرأة أرمينية لاجئة من تل أبيض)، وممحمد شاهين (رجل كردي). وفقًا للميثاق الدستوري للعقد الاجتماعي، أعلن المجلس التشريعي لمقاطعة عين العرب الحكم الذاتي في جلسته المنعقدة بتاريخ 27 كانون الثاني/يناير 2014.

## الاقتصاد
يعتمد اقتصاد المنطقة بشكل أساسي على الزراعة، مع إدخال الزراعة الدفيئة منذ إنشاء إقليم الفرات.
على الرغم من عدم وجود منطقة صناعية ذات أهمية في منطقة الفرات، إلا أن هناك عددًا كبيرًا من مرافق إنتاج الأسمنت.
تُوفر بعض الكهرباء من سد تشرين على نهر الفرات؛ كما يُنتج الكثير من الكهرباء أيضًا بمولدات الديزل.
وفي مختلف أنحاء المنطقة، ولكن على وجه الخصوص في مدينة عين العرب، فإن الأولويات الاقتصادية هي استمرار القتال وإعادة الإعمار، بما في ذلك مساعدة اللاجئين العائدين. لقد دُمرَت معظم المدينة والقرى المحيطة بها أو تضررها بشدة، وهناك خطر الألغام الأرضية. اعتبارًا من كانون الثاني 2017، وعلى الرغم من ندرة الموارد المتاحة والحظر المفروض على المنطقة، فقد أحرزت عملية إعادة البناء تقدمًا كبيرًا؛ حيث رُمم أكثر من 70٪ من الطرق المتضررة، وأُعيد بناء مستشفيين وإضافة مستشفيين آخرين، وتستضيف المدارس الخمس عشرة التي أعيد بناؤها الآن أكثر من 50 ألف طالب.

## التعليم
كما هو الحال في المناطق الأخرى في الإدارة الذاتية لشمال وشرق سوريا، يتم تدريس المرحلة الابتدائية في المدارس الحكومية في البداية حسب اللغة الأم لكل طالب، سواء كانت الكردية أو العربية. بعد ذلك يبدأ الطلاب بتعلم لغتهم الثانية الكردية أو العربية، بالإضافة إلى تعليم إضافي للغة الإنجليزية. ويرجع هذا إلى الهدف المعلن للإدارة الذاتية المتمثل في تحقيق ثنائية اللغة للطلاب باللغتين الكردية والعربية من خلال التعليم الثانوي. تشكل المناهج الدراسية موضوع نقاش مستمر بين مجالس التعليم في المناطق والحكومة المركزية السورية في دمشق، التي تدفع جزئيًا رواتب المعلمين. وبما أن منطقة الفرات موطن لأقلية تركمانية سورية، فقد أصبح التعليم المدرسي ثنائي اللغة باللغتين التركية والعربية متاحًا أيضًا.
تولي الإدارات الفيدرالية والإقليمية والمحلية في الإدارة الذاتية لشمال وشرق سوريا أهمية كبيرة لتعزيز المكتبات والمراكز التعليمية، لتسهيل التعلم والأنشطة الاجتماعية والفنية. أحد الأمثلة المذكورة هو مكتبة رودي وبيروين التي أُنشئ في أيار 2016 في عين العرب.

## طالع أيضًا
- فدرالية سوريا
- صراع الإدارة الذاتية لشمال وشرق سوريا
- الإدارة الذاتية لشمال وشرق سوريا
- منطقة عفرين
- إقليم الجزيرة
- حصار عين العرب

### الأعمال المذكورة
- Abboud، Samer N. (2018). Syria: Hot Spots in Global Politics. Cambridge: Polity. ISBN:978-1-509-52241-5. مؤرشف من الأصل في 2024-12-25.

## روابط خارجية
- خريطة للأغلبية العرقية في سوريا حسب مشروع الخليج 2000 التابع لجامعة كولومبيا